# Viceværten
Viceværten er en dansk film fra 2012.
Den modtog omkring 7 millioner i støtte fra Det Danske Filminstitut, og har kostet over 10 millioner at producere.

## Skuespillere
- Lars Mikkelsen som Per
- Julie Zangenberg som Pigen
- Nicolaj Kopernikus som Viborg
- Ditte Gråbøl som Britt
- Tommy Kenter som Gregers

## Modtagelse
Den modtog fire ud af seks hjerter i Politiken. Filmz.dk kaldte den en overset dansk perle og gav fire ud af seks stjerner. Filmmagasinet Ekko tildelte kun to ud af seks stjerner.
Filmen var et flop og solgte kun 556 billetter den første weekend, hvilket var historisk dårligt. I alt så 1.400 mennesker filmen i biografen.

## Eksterne Henvisninger
- Viceværten på Internet Movie Database (engelsk)
- Viceværten på Filmdatabasen
- Viceværten på danskefilm.dk
- Viceværten på danskfilmogtv.dk
- Viceværten på Scope
- Viceværten på MovieMeter (nederlandsk)
- Viceværten på AllMovie (engelsk)
- Viceværten på The Movie Database (engelsk)
- Viceværten på Rotten Tomatoes (engelsk)
- Viceværten på Filmaffinity (engelsk)